# Uwe Mares
Uwe Mares (* 8. Mai 1942 in Hamburg) ist ein ehemaliger deutscher Segler.
Mares konnte neben sieben Siegen bei der Kieler Woche auch den Weltmeistertitel 1974 und den Europameistertitel 1975 im Tempest erringen. Zudem nahm er an den Olympischen Sommerspielen 1964 und 1976 teil, wo er einen fünften Platz im 5.5er bzw. einen vierten Platz im Tempest belegte. Später war er Bundestrainer des olympischen Starboot-Teams bei den Spielen 1992 und 1996. Seit 2009 ist er als Trainer des Team Rotoman tätig.
Für seine sportlichen Erfolge wurde er von Bundespräsident Walter Scheel mit dem Silbernen Lorbeerblatt ausgezeichnet.

## Quelle
- "Geburtstage", Sport-Bild vom 6. Mai 1998, S. 71